# Orevița Mare, Mehedinți
Orevița Mare este un sat ce aparține orașului Vânju Mare din județul Mehedinți, Oltenia, România.
Localitate situată în județul Mehedinți la 7 km. de orașul Vânju Mare, pe Valea Blahniței. Această localitate s-a remarcat de-a lungul vremii pentru calitatea vinului produs aici; a fost o podgorie renumită mai ales în Evul Mediu. Recent producția viticolă s-a relansat prin apariția unor investitori. Economia se bazează pe agricultură și creșterea animalelor. În cea mai mare parte locuitorii sunt fermieri o mică parte a acestora lucrează în orașul Vânju Mare sau Drobeta Turnu Severin.

## Istoric
Primele urme de locuire descoperite aici sunt datate în Epoca Bronzului după cum a arătat în lucrările sale ilustrul arheolog Dr. Gabriel Crăciunescu, care a susținut mai multe campanii de cercetări arheologice în localitate. Alte descoperiri sunt datate în Epoca Fierului și în perioada medievală. Prima atestare documentară este datată în 1652 pe timpul domniei lui Matei Basarab.
Despre numele localitații există unele informații. Se spune că un grup de călugări, probabil de origine sârbă au vizitat localitatea iar după ce au consumat o cantitate mai mare de vin au reușit să mai spună decât: O, rea viță .... Totuși, o variantă mai plauzibilă este proveniența numelui Orevița din termenul slav "oreh" (nuc), datorită numărului mare de nuci existenți în trecut.
În localitate se află o porțiune din Brazda lui Novac de nord, cuprinsă în Lista monumentelor istorice 2004 Județul Mehedinți, cu următorul cod LMI: MH-I-m-B-10083.

## Galerie de imagini

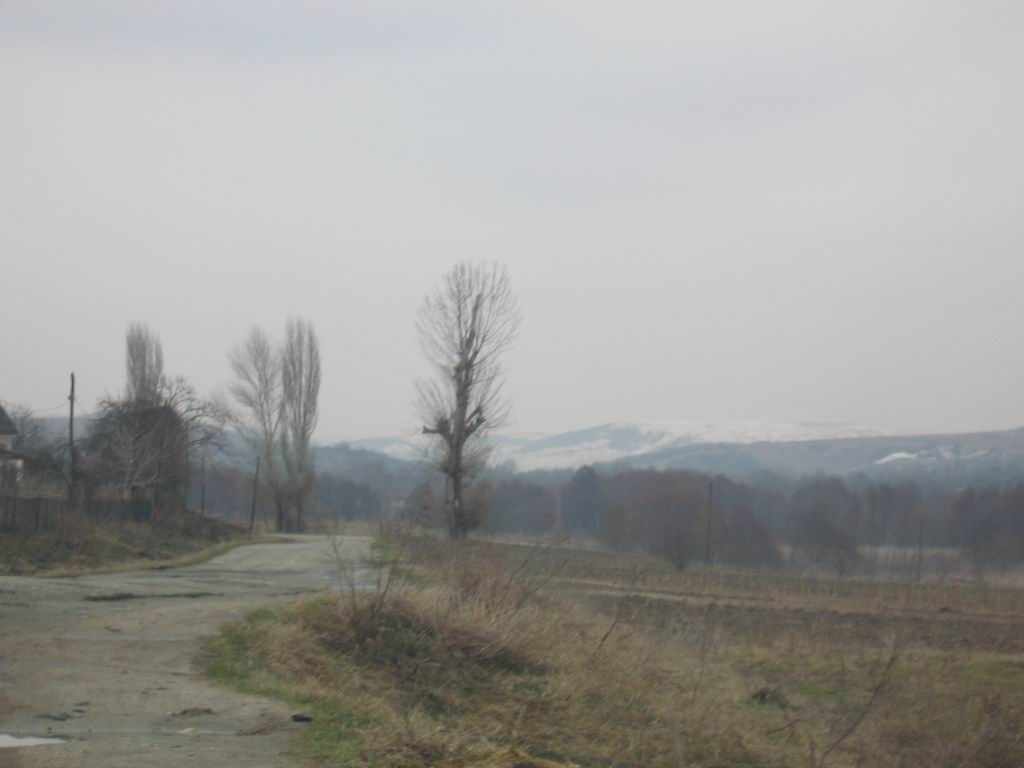
Valea Oreviţa, drumul de acces în sat
Casă tradiţională
Ţesătura manuală ce decorează pereţii
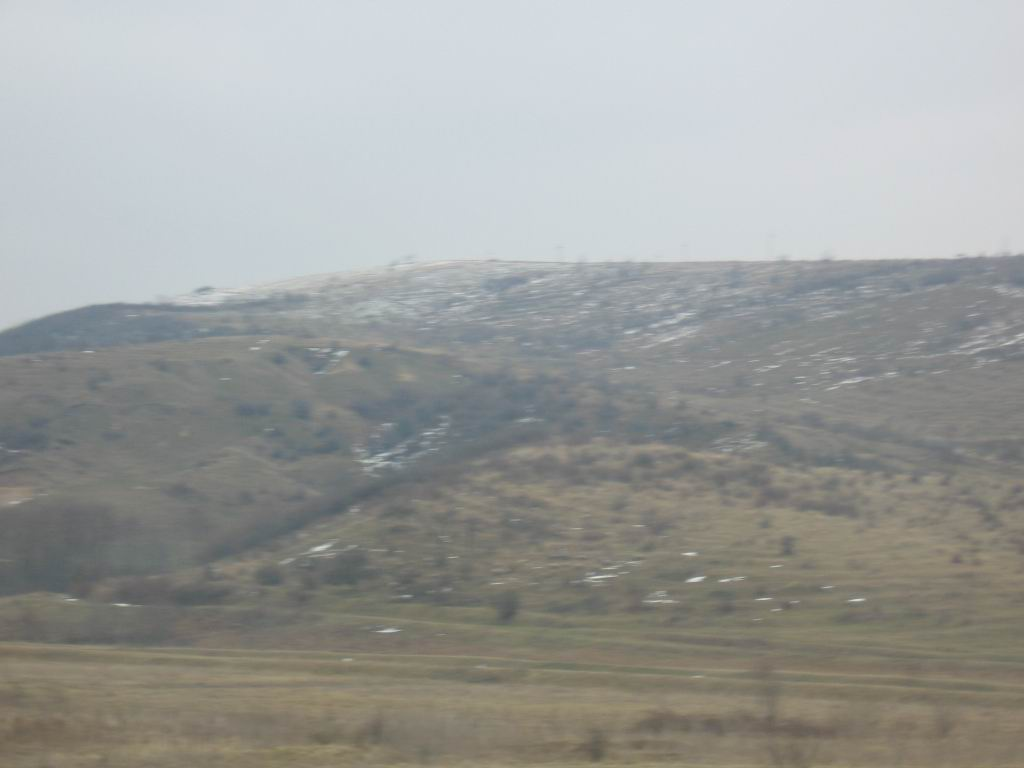
Peisaj de iarnă lângă localitate